# Villa Sforza ai Quattro Cantoni
La Villa Sforza ai Quattro Cantoni est un édifice baroque situé à Rome, dans le rione Monti. Edifié au XVIIe siècle, il est soumis aux restrictions de la Surintendance spéciale pour les Biens culturels de Rome.

## Histoire
Les travaux de construction commencent en 1620 par Fedini[Qui ?], mort en 1629. Ils sont ensuite repris et terminés en 1634 par Paolo Sforza, marquis de Proceno, membre de la famille noble d'origine toscane liée aux Bourbons du roi Louis XIII à la cour duquel il avait séjourné, qui voulait en faire sa villa suburbaine,. À partir de 1734, le bâtiment abrita le monastère de San Filippo Neri a Monti. Avec l'unification de l'Italie en 1861, le monastère a été supprimé et le bâtiment utilisé comme bureau public,,. Aujourd'hui, c'est le siège de la Direction territoriale du Latium et des Abruzzes de l'Agence des douanes et des monopoles.

## Description
L'édifice, situé au numéro 50 de la Via dei Quattro Cantoni dans le Rione Monti, est positionné en retrait de la rue. Il est annoncé par un majestueux portail dont les piliers sont surmontés de deux « vases flamboyants », emblème de l'Ordre des Philippins : en effet ce bâtiment hébergeait les moniales oblates philippines, comme l'indique l'inscription « MONASTERIUM SANCTI PHILIPPI NERII » placée au-dessus du portail d'accès. Le corps central de l'ancien monastère s'étend sur trois étages, chacun percé de fenêtres richement encadrées et décorées de protomés de lion et de coings, qui composent les armoiries des Sforza, surmonté au centre d'une loggia en belvédère et d'un double escalier avec balustrade menant à la porte centrale.
À l'intérieur, à l'étage noble, en plus des sols originaux en terre cuite polychrome hexagonale, se trouve le cycle pictural librement inspiré du poème « L'Adone » de Giovan Battista Marino (1623), auteur que Paolo Sforza a eu l'occasion de rencontrer à la cour du roi Louis XIII. Le poème fut inscrit en 1627 à l'Index des livres interdits par le pape Urbain VIII qui d'une part espérait une poésie sacrée avec une forme plus classique et un contenu plus exigeant, et d'autre part voyait dans le poète napolitain un concurrent à ses ambitions littéraires.
L'intérieur de la villa présente un cycle pictural précieux mais peu connu, attribuable à la peinture classique du XVIIe siècle à Rome, qui illustre certains épisodes du poème censuré de Giovan Battista Marino. En effet, les salles abritent les fresques « Le palais d'Apollon » (Chant I, octaves 23-36) « Le bateau de la fortune » (Chant I, octaves 47 -59), « La rencontre entre Vénus et Adonis » (Chant III, octaves 64-109),« Le jardin des plaisirs » (Chant VI) avec l'heureux épilogue de « l'Histoire d'Amour et Psyché » (chant IV, octaves 289-290), « Momo au banquet de Vénus et Adonis » (chant VII, octaves 160-229), « Les larmes pour la mort d'Adonis » (chant XIX, octaves 410-419). Sur certaines fresques sont représentés le lion et le coing, symboles de la famille Sforza. D'après ce que nous savons des sources, Paolo Sforza s'est distingué de son vivant par une certaine intolérance aux règles et par ses coups de tête, donc le poème sensuel et innovant de Marino devait lui plaire,. Les peintures de la Villa sont probablement dues aux peintres classiques lorrains Claude Gellée et Charles Mellin avec l'apport de leurs collaborateurs, tant pour des raisons stylistiques que pour les liens profonds qui unissaient la famille Sforza aux Ducs de Lorraine.
Au cours de la décennie 2010-2020, à la suite de l'affectation par l'Agence des Domaines de l'État à la Direction Territoriale du Latium et des Abruzzes de l'Agence des Douanes et Monopoles, le complexe a fait l'objet de travaux de restauration conservateurs. Depuis, le bâtiment est dans un état de conservation satisfaisant.

## Culture
« La Vengeance d'Adonis sur l'Index », une œuvre littéraire du professeur Luca Calenne, est consacrée au cycle pictural présent dans la villa. Le livre a été présenté en 2019 à Rome lors de l'événement littéraire « Plus de livres, plus de liberté ».
Le cinéma a également rendu hommage à la villa, filmée dans une scène de la célèbre comédie Arrangiatevi de Mauro Bolognini de 1952. Dans le film, en effet, l'institut d'enseignement où étudie Bianca, la fille de Peppino, et où le soldat la suit, est la Villa Sforza ai Quattro Cantoni.